# Frederick Mayer
Frederick Mayer (Friburgo in Brisgovia, 28 ottobre 1921 – Charles Town, 15 aprile 2016) è stato un militare e agente segreto statunitense.
Di origini ebraiche, divenne una spia dell'OSS che operava in favore degli Stati Uniti durante la seconda guerra mondiale. Negoziò la resa dell'esercito tedesco ad Innsbruck (Austria) nel 1945, dopo che era stato catturato nel corso dell'Operazione Greenup.

## Biografia
Frederick Mayer nacque a Friburgo in Brisgovia da una famiglia ebraica. I genitori erano Berthilda Dreyfuss e Heinrich Mayer. Suo padre aveva combattuto la prima guerra mondiale nell'esercito imperiale tedesco, ricevendo la Croce di Ferro per il valore dimostrato nella Battaglia di Verdun.
Compiuta la high school, Frederick Mayer lavorò come meccanico di motori diesel presso la Ford Motor Company. La sua vita si ispirava ad un motto pratico: "Fa' del tuo meglio ogni giorno, controlla quel che puoi, e di quel che non puoi controllare, non ti dar pena".
Quando i nazisti presero il potere nel 1933, l'antisemitismo divenne politica ufficiale del governo tedesco. Il padre di Mayer sperava che il suo invidiabile stato di servizio militare avrebbe protetto la sua famiglia, mentre sua moglie insisteva che avrebbero fatto meglio a lasciare la Germania finché ancora possibile. Emigrarono negli Stati Uniti nel 1938, un anno prima che scoppiasse la guerra in Europa. Frederick Mayer cambiò lavoro venti volte finché si trovava a New York. Quando uno dei suoi padroni fece un commento antisemita, Mayer lo stese con un pugno e si licenziò all'istante, proprio come già aveva fatto in Germania.
Nel dicembre 1941, in seguito all'attacco giapponese a Pearl Harbor, Mayer si arruolò nello United States Army. Durante un'esercitazione in Arizona, attraversò la linea "nemica" e "catturò" diversi ufficiali, tra cui un brigadier generale. Il generale esclamò "Non puoi farlo! Violi le regole!" Mayer rispose "La guerra non è leale. Le regole della guerra si chiamano vincere." Il generale allora alzò le mani, riconoscendo la sconfitta.
Mayer fu addestrato in demolizioni, infiltrazione, incursione, tiro di precisione, e combattimento corpo a corpo. La sua conoscenza di svariate lingue europee (tedesco, francese, spagnolo) ne faceva un candidato interessante per l'Office of Strategic Services (OSS), un precursore bellico dell'attuale CIA. Il gruppo di 30 uomini cui apparteneva Mayer comprendeva altri quattro ebrei rifugiati dall'Europa: George Gerbner (Ungheria), Alfred Rosenthal (Germania), Bernd Steinitz (Germania) e Hans Wijnberg (Paesi Bassi). Ognuno di loro parlava almeno due lingue europee, tutti erano pratici dell'ambiente europeo, ed avrebbero fatto qualsiasi cosa pur di battere i nazisti.
Alla fine, tutti avrebbero prestato servizio in Austria in varie operazioni OSS. Mayer divenne il comandante dell'Operazione Greenup, e Wijnberg funse da operatore radio.

### Hans Wijnberg
Hans Wijnberg era nato il 28 novembre 1922 ad Amsterdam (Paesi Bassi). Nel 1939 suo padre lo mandò, assieme al fratello gemello, negli Stati Uniti. I ragazzi stavano presso il socio d'affari del padre e continuarono a studiare presso la Brooklyn Technical High School. Nel 1943 Wijnberg entrò nell'esercito statunitense. Più o meno negli stessi frangenti i suoi genitori e il fratello più giovane furono catturati dalle SS e deportati nel campo di concentramento di Auschwitz. Un giorno Wijnberg fu avvicinato da un ufficiale che disse "Sappiamo che parli tedesco, olandese e inglese. Ti piacerebbe aiutare il tuo Paese?" Senza esitazione Hans rispose "Certo".

### Operazione Greenup

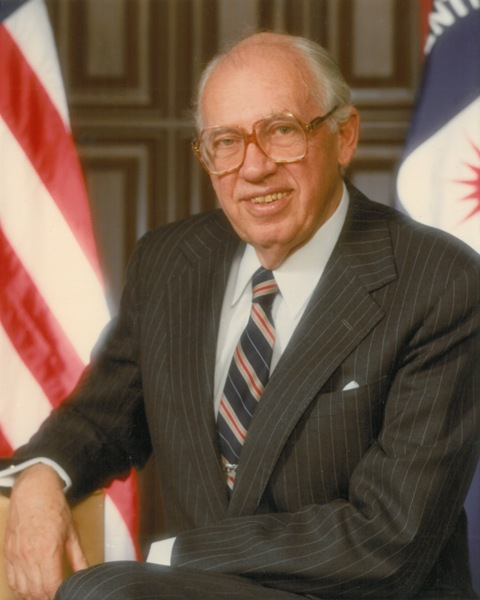
William J. Casey nel 1981

L'ex direttore della CIA William J. Casey chiamò l'Operazione Greenup "di gran lunga la più riuscita delle operazioni OSS partita da Bari". L'operazione verteva su tre uomini, Mayer, Wijnberg, e Franz Weber, un ex ufficiale austriaco della Wehrmacht. Il loro compito era esplorare "l'area austriaca pesantemente fortificata detta 'ridotto alpino'".
Si decise che gli uomini andassero paracadutati presso Innsbruck, ma tutte le zone pianeggianti erano occupate da truppe (ostili). Mayer ricordava un laghetto tra due cime che gelava in febbraio. Non era un posto agevole da sorvolare, specie in condizioni invernali, ma alla fine si offrì volontario un pilota di nome Billings: "Se sono così pazzi da lanciarsi lì sopra, io sarò così pazzo da portarceli". Il 26 febbraio 1945 i tre incursori saltarono nell'oscurità. Si ritrovarono sulla cresta di un ghiacciaio a 3 000 mt. di quota. Recuperarono tutti i contenitori aviolanciati simultaneamente, tranne uno, che sfortunatamente custodiva gli sci. Furono perciò costretti a scendere camminando immersi nella neve fino alla cintola.
Alla fine raggiunsero la famiglia di Weber. Con l'aiuto di quest'ultima, Mayer si spacciò per ufficiale dell'esercito tedesco. Fu davvero ospitato in un alloggio per ufficiali di Innsbruck per alcuni mesi. Le informazioni che raccoglieva venivano subito trasmesse via radio da Wijnberg. Dopo tre mesi Mayer decise di impersonare un elettricista francese, che asseritamente stava sfuggendo all'avanzata delle truppe sovietiche.

### Arresto e torture
Mayer fu arrestato quando un trafficante di mercato nero con cui trattava fu catturato dalla Gestapo e lo indicò come spia. Non appena l'interrogatorio accennò alla violenza, il trafficante rivelò che conosceva un agente segreto americano di alto livello. Mayer parlava solo in francese, e tentò di convincere la Gestapo di essere quello che diceva. Fu torturato per spingerlo a parlare:
Per tutto il tempo la Gestapo continuò a chiedergli dove si trovassero la sua radio e il relativo addetto. Un nazista notò che Mayer era circonciso, ma l'altro non diede peso alla circostanza. Non volevano credere che un ebreo sarebbe ritornato come spia per gli Alleati.
Poi misero davanti a Mayer l'uomo che l'aveva tradito. Capendo che la commedia era finita, Mayer prese a parlare tedesco. Confermò di essere americano, insistendo però sul fatto di aver agito da solo.

## Resa tedesca

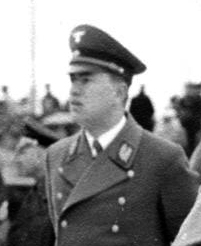
Franz Hofer

Nel momento in cui Mayer veniva torturato, Hermann Matull, un altro agente americano, affrontò l'interrogatorio della Gestapo. Gli fu mostrata la foto del viso tumefatto e gonfio di Mayer, e gli fu chiesto se conosceva l'uomo. Matull non ci pensò molto. Affermò che Mayer era un "pezzo grosso" del comando americano, e che se Mayer fosse stato ucciso, gli americani avrebbero ucciso tutti quelli che lo avevano maltrattato. Matull poi insisté che un uomo importante come Mayer poteva essere interrogato solo dal Gauleiter del Tirol-Vorarlberg, Franz Hofer.
Hofer riteneva inevitabile la sconfitta tedesca, e cercava un modo per arrendersi agli americani invece che all'Armata Rossa. Comandò alla Gestapo di portargli Mayer. Mayer fu presentato alla moglie di Hofer e all'ambasciatore tedesco presso il governo di Mussolini, Rudolph Rahn. Cenarono e conversarono. Mayer dapprima pensò che fosse solo un altro modo per fargli rivelare dove si trovasse il suo operatore radio Hans Wijnberg, ma poi capì che i tedeschi volevano seriamente discutere la loro resa. Rahn disse che doveva andare a Berna, e promise di consegnare un messaggio di Mayer ad Allen Welsh Dulles, l'uomo dell'OSS sul posto. Mayer accettò. Era l'unico modo per informare il centro su cosa stava succedendo senza rivelare l'esistenza di Wijnberg. Dulles ricevette il messaggio e lo ritrasmise al quartier generale OSS in Italia: "Fred Mayer riferisce di essere nelle mani della Gestapo ma ha comunicato 'Non vi preoccupate per me, non sto poi troppo male'" — un messaggio notevole, considerato che veniva da un ebreo.
La mattina del 3 maggio 1945, la 103ª divisione di fanteria americana della Settima Armata ricevette l'ordine di prendere Innsbruck. Quando le truppe si avvicinarono alla città, videro un'auto in avvicinamento con una bandiera bianca fatta di lenzuola. Il maggiore Bland West, ufficiale del servizio informazioni, vide un giovane con il viso gonfio che saltava fuori dall'auto. Si presentò come tenente Mayer dell'OSS, e spiegò che avrebbe portato con sé il maggiore per accettare la resa tedesca. Più tardi West scoprì che Mayer era un sergente. Così, le truppe tedesche in questa zona si consegnarono ad un sergente americano, un ebreo emigrato dalla Germania.

## Onorificenze
Fred Mayer fu insignito dei seguenti onorificenze e distintivi:
- Legion of Merit
- Purple Heart
- Good Conduct Medal
- Prisoner of War Medal
- American Campaign Medal
- European-African-Middle Eastern Campaign Medal con tre Service star di bronzo
- Army of Occupation Medal
- World War II Victory Medal
- Honorable Service Lapel Button
- Parachutist Badge

## Anni successivi
Il film televisivo basato sull'Operazione Greenup, con Frederick Mayer e altri agenti e familiari superstiti, intitolato The Real Inglorious Bastards (2012), esordì su History Television. Nello spettacolo Wijnberg e Mayer discutono in una videoconferenza via webcam. Hans Wijnberg morì il giorno dopo aver rilasciato l'intervista. Il filmato precisa che Mayer, Weber, e Wijnberg "furono tutti decorati per il ruolo svolto nell'Operazione Greenup".
Il regista Ernst Gossner ha acquistato i diritti a vita da Frederick Mayer e sta attualmente lavorando a una mini-serie televisiva e a un film sull'Operazione Greenup.
Nell'aprile 2013 il senatore Jay Rockefeller della Virginia occidentale scrisse una lettera al presidente Obama chiedendogli di considerare un ulteriore riconoscimento per i servigi che Mayer aveva offerto agli Stati Uniti. Rockefeller consegnò a Mayer una lettera firmata da Obama, che lo ringraziava per la sua impresa. Il 18 marzo 2014 la Segretaria di Stato della Virginia occidentale Natalie Tennant pubblicò un'intervista di 20 minuti con Mayer e gli consegnò uno speciale Certificate of Commendation emesso dall'ufficio di lei.
Mayer abitò a Charles Town (Virginia occidentale) dal 1977. Era un volontario di Meals on Wheels (organizzazione caritatevole paragonabile ad un Banco alimentare). Mayer morì il 15 aprile 2016.